# Locomotiva FS D.445
Le locomotive FS D.445 costituiscono le locomotive diesel-elettriche più moderne e di potenza più elevata delle Ferrovie dello Stato Italiane. Furono costruite dal 1974 al 1988 in 150 esemplari suddivisi in tre serie.

## Storia
La D.445 è la naturale evoluzione del progetto D.443, di cui ha mantenuto l'affidabilità e la buona operatività.
All'inizio degli anni settanta le Ferrovie dello Stato, nell'ambito del piano di potenziamento e ammodernamento del servizio, progettarono una nuova versione di locomotiva Diesel unificata adatta sia per il trasporto merci che per il trasporto passeggeri; riguardo a quest'ultimo utilizzo il problema principale da risolvere in maniera razionale era quello del riscaldamento e del condizionamento delle carrozze viaggiatori, che sui locomotori termici richiede la presenza di un generatore dedicato all'alimentazione di una condotta REC, apparecchio di cui erano sprovviste tutte le locomotive Diesel fino ad allora in forza alle FS, che quindi, se impiegate per convogli passeggeri, obbligavano all'uso di un carro riscaldo, comportando uno spreco di prestazione e con problematiche aggiuntive nella creazione dei convogli, in quanto la presenza del carro riscaldo richiedeva la presenza di un equipaggio ulteriore dedicato alla sorveglianza delle apparecchiature durante il viaggio.
Visti i buoni risultati raggiunti con le macchine della prima serie, nel 1979 venne perfezionato l'ordine per la seconda serie, che nacque già attrezzata per il telecomando da una eventuale carrozza semipilota. Alla fine degli anni ottanta l'intero gruppo arrivò a contare ben 150 unità, permettendo così il progressivo "pensionamento" delle ormai anziane D.341 e D.342; la D.445 diventò quindi di fatto l'unica tipologia di locomotiva a gasolio utilizzata per i treni passeggeri, con le D.343, D.345 e D.443 che furono relegate all'espletamento dei servizi merci.
I treni movimentati dalle D.445, nell'ambito del trasporto passeggeri, sono stati impiegati sulle linee non elettrificate, affiancando le ALn 668 e le ALn 663, fino ai più recenti convogli "Minuetto", "Swing"e "Blues".

## Stato attuale
Al 2025 le D.445 destinate al trasporto regionale vengono utilizzate unicamente in Toscana insieme a carrozze FS tipo MDVE e MDVC sulla relazione Firenze-Borgo San Lorenzo via Pontassieve, dove per motivi infrastrutturali non è possibile impiegare i più moderni Blues. Raramente svolgono servizio anche sulla relazione Firenze-Siena; un modesto numero di unità, ripellicolate in livrea InterCity Sun, hanno prestato servizio regolare su treni di tale categoria in Calabria lungo la ferrovia Jonica, fino al 5 luglio 2024, data a partire dalla quale sono state completamente sostituite dai nuovi treni ibridi Hitachi Blues, progettati con un diverso tipo di allestimento degli interni adatto per effettuare i servizi InterCity.

## Caratteristiche

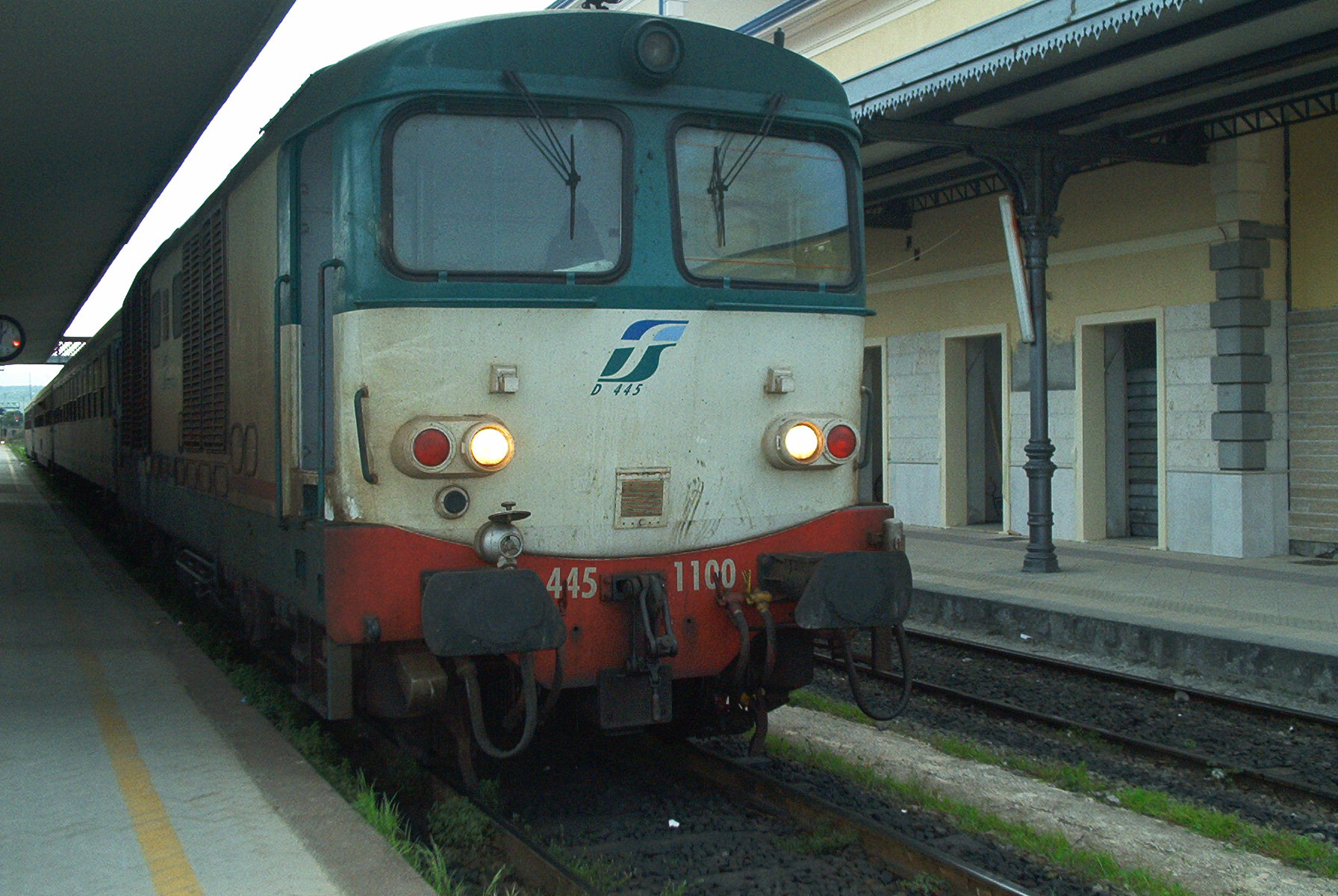
Locomotiva D.445.1100

Le locomotive D.445 ricalcano l'impostazione generale unificata della carrozzeria e della meccanica delle D.443. Le maggiori differenze consistono nell'installazione di un generatore trifase al posto dei precedenti a corrente continua e di un generatore di corrente alternata ad alta tensione, montato sullo stesso albero di quello principale e formante con questo un corpo unico, munito di raddrizzatori per l'alimentazione della condotta a 3 000 volt del riscaldamento del treno.
Il motore Diesel è di produzione Fiat, tipo A 2112 SSF a 12 cilindri a "V" a 90° sovralimentato sulle unità di prima serie, mentre su quelle di seconda e terza serie si ha un motore Fiat tipo A 210.12 SSF; entrambi i motori sono a 4 tempi ed iniezione diretta, con cilindrata di 95700 cm³ e potenza di 1560 kW (2120 cv) a 1 500 giri/min.
Il motore termico è refrigerato mediante radiatori con un sistema di intercooling a circolazione forzata del liquido di raffreddamento e con due ventole verticali azionate da motori idraulici (sistema Sauer)
I due motori elettrici utilizzano invece un raffreddamento forzato ad aria derivato dal sistema di raffreddamento del motore termico. Sulle locomotive di nuova generazione, il raffreddamento dei motori elettrici viene effettuato tramite due ventole idrauliche (una per motore) azionate dal sistema Behr.
Per il preriscaldamento dell'acqua di refrigerazione nel periodo invernale e/o con basse temperature viene usata una caldaia a gasolio Webasto.
La graduazione dello sforzo di trazione e della velocità si ottiene con 13 valori di potenza erogata dal motore Diesel, realizzabili tramite un volantino posto sul banco di manovra; la potenza erogata dall'alternatore di trazione viene poi regolata automaticamente (sistema ASGEN E sulla prima serie ed Ansaldo E sulla seconda e terza) controllando la corrente di campo della dinamo eccitatrice.

## Particolari tecnici

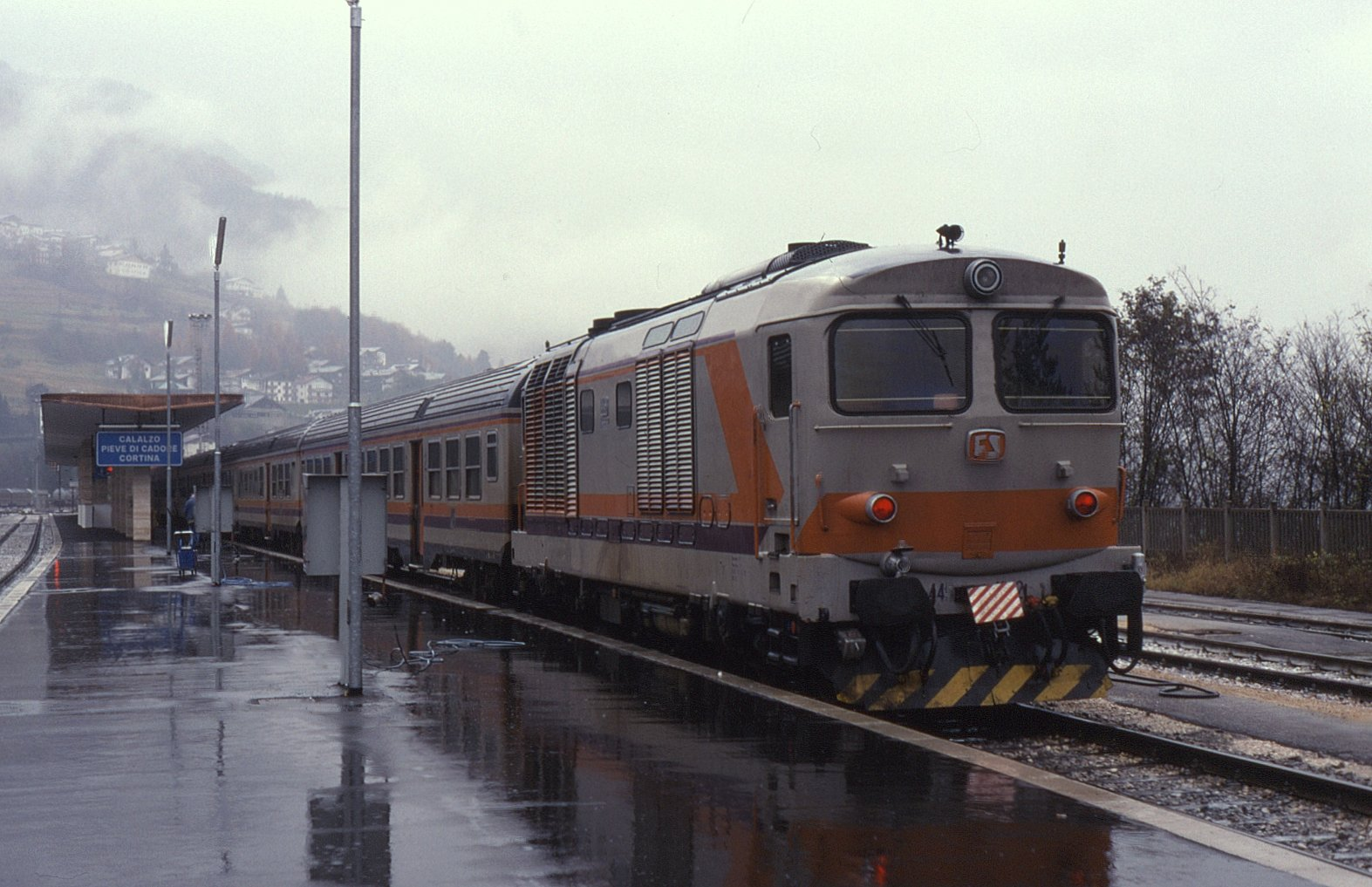
D.445.1042 (2ª serie) in sosta alla stazione di Calalzo con un treno navetta TD.

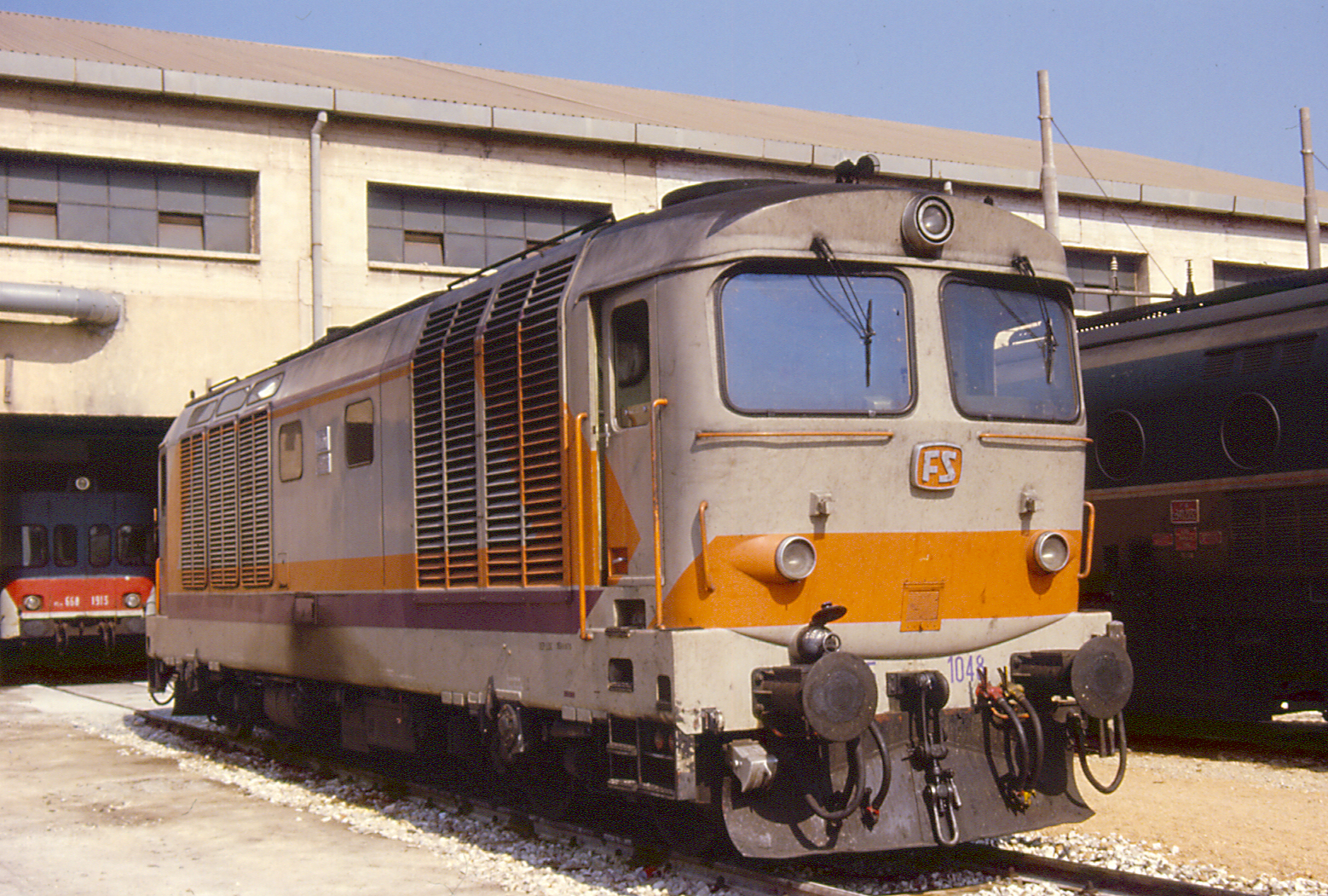
D.445.1048 in livrea navetta, a Taranto nel 1986.

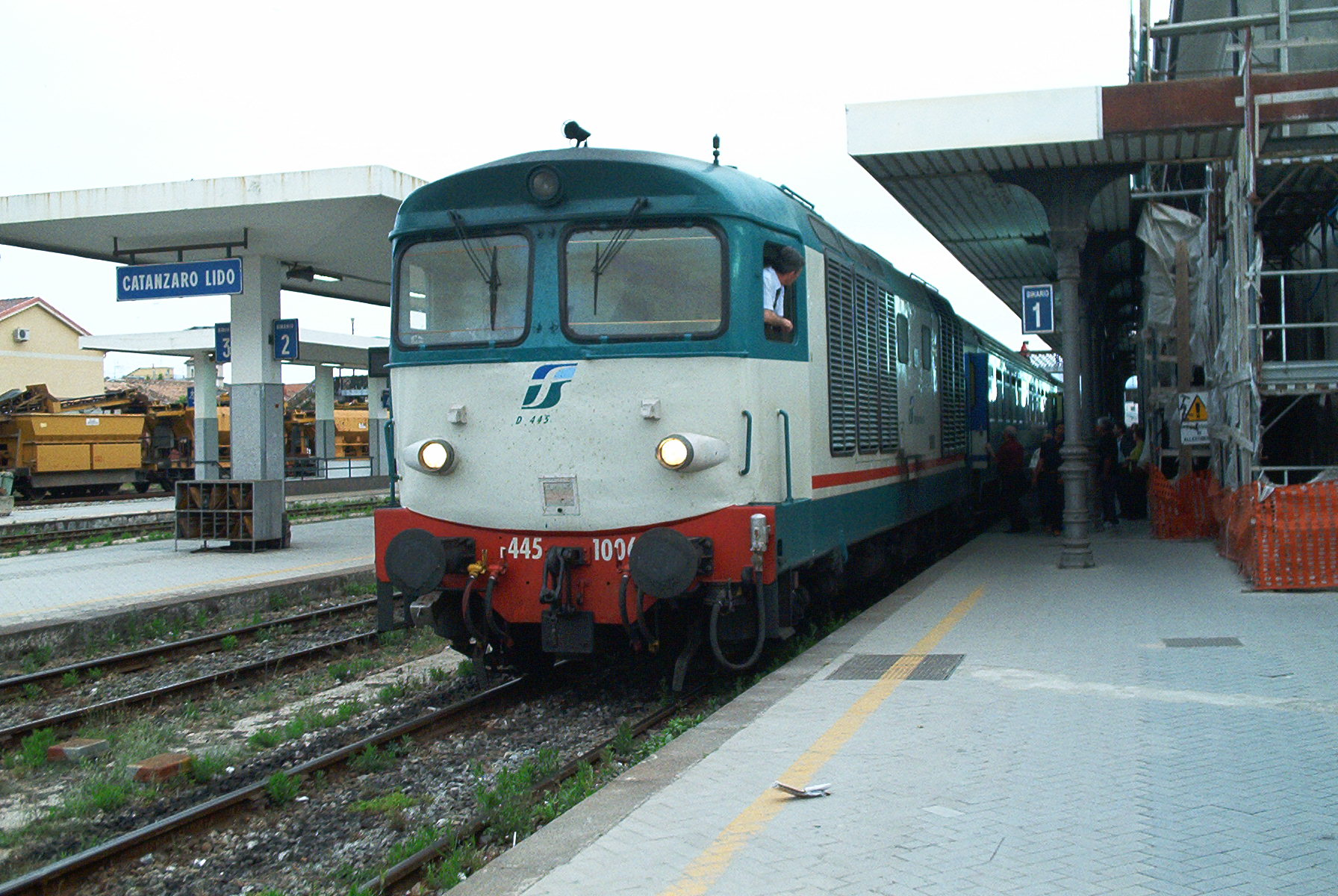
Locomotiva D.445.1006 a Catanzaro Lido.

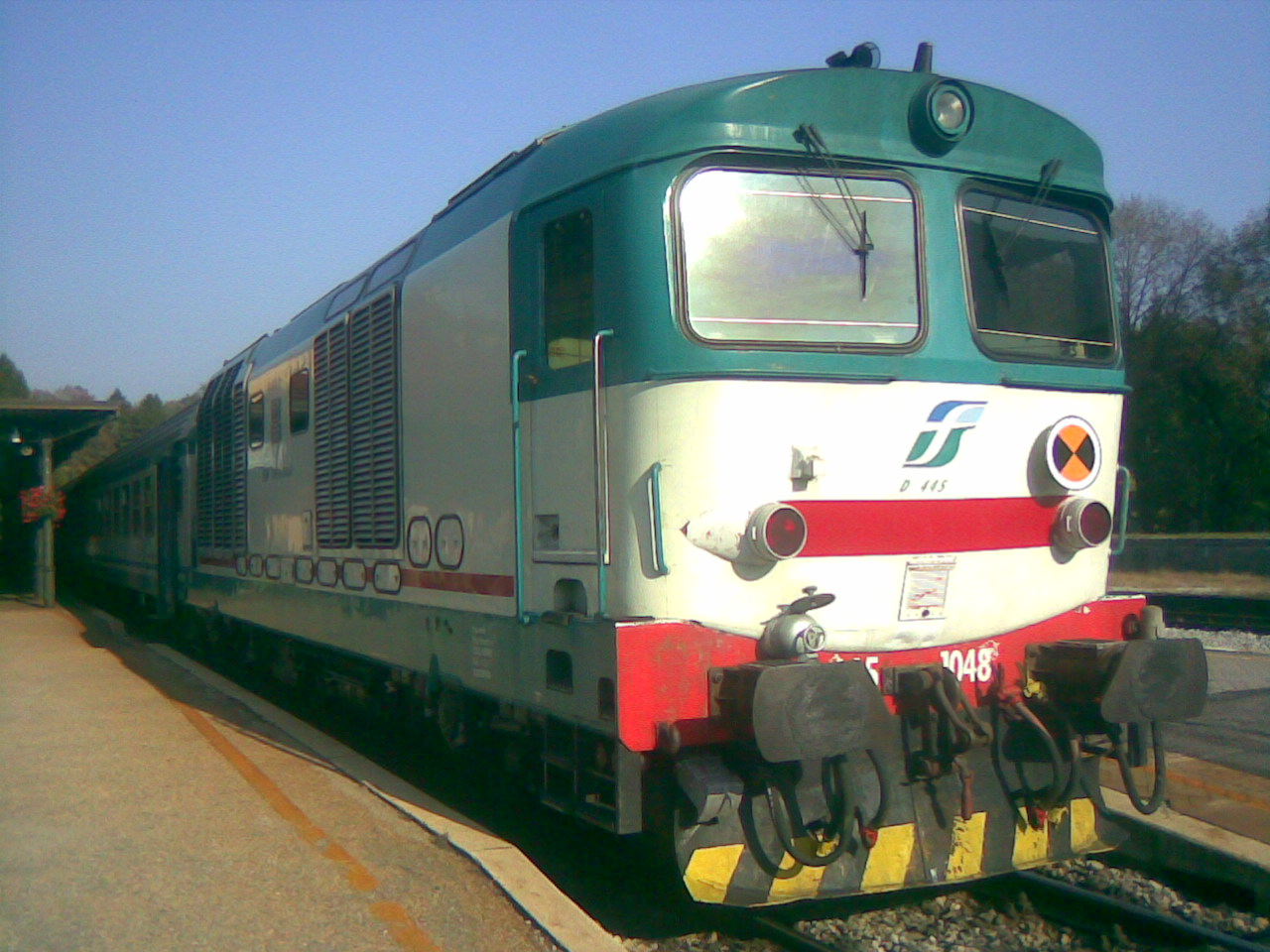
D.445.1048 in transito nella stazione di Feltre in spinta a un treno passeggeri.

Le D.445 di prima serie erano dotate, in origine, di vetri frontali curvi e avvolgenti; a partire dagli anni ottanta, essi furono sostituiti da vetri piani, più robusti ed economici, applicati invece fin dall'inizio alle unità di seconda e terza serie. Tutte le macchine hanno rodiggio B'B' e sono omologate per una velocità massima di 130 km/h.
Con la nascita di Trenitalia negli anni duemila le D.445 sono state quasi tutte riverniciate in livrea XMPR (bianco, verde e blu), ad eccezione di qualche unità destinata al servizio merci che ha mantenuto lo schema di verniciatura originale in verde magnolia - isabella.
Con la progressiva eliminazione della livrea XMPR a partire dal 2014, le D.445 in forza ai treni regionali non hanno più cambiato colorazione, non adottando quindi la nuova livrea DPR; le macchine assegnate ai servizi InterCity sulla dorsale Jonica hanno invece mantenuto la livrea XMPR fino al 2022, quando hanno iniziato a ricevere la nuova livrea InterCity Sun (le macchine oggetto del processo di ripellicolatura sono state: D.445.1056, 1063, 1086, 1104, 1126).
Dalla fine del 2009 le unità ancora in esercizio sono state attrezzate con il sottosistema di bordo SCMT/SSC BL3, in modo da realizzare l'adeguamento ai nuovi standard di sicurezza ferroviaria.

### 1ª serie
La prima serie è formata da trentacinque unità numerate da 1001 a 1035, consegnate nella livrea verde magnolia - isabella. 
Dotate di tre fanali, non erano telecomandabili dalle carrozze semipilota; i dispositivi di telecomando furono applicati solo su alcune unità di questa serie a partire dall'ottobre 1996. In origine erano munite di cristalli frontali curvi.

### 2ª serie
Le D.445 di seconda serie sono 20 unità, numerate da 1036 a 1055 e consegnate nella livrea navetta, arancione e viola. Hanno mantenuto tre fanali sul fronte di ogni cabina. A differenza della prima serie, su tutte queste locomotive è stato installato nativamente l'apparato atto a realizzare il telecomando a 78 poli.

### 3ª serie
Le macchine di terza serie ammontano a 95 unità, numerate da 1056 a 1150. Conservano della seconda serie la livrea (beige-arancione-viola) e la presenza del telecomando a 78 poli fin dall'origine. La differenza più evidente si trova nella fanaleria: oltre ai due fanali bianchi e al faro di profondità, sono stati installati anche due fanali rossi, utilizzati quando la locomotiva si trova in coda al treno, in configurazione di spinta (mentre nelle due serie precedenti, quando la locomotiva era collocata in coda, ed era quindi necessario dotarla di segnalazioni luminose di colore rosso, si dovevano posizionare delle lastre ottiche rosse sopra i fanali bianchi). Vi sono anche lievi differenze e migliorie nel sistema di raffreddamento del motore Diesel.

### Modifiche successive

#### Servizi navetta reversibili
Le D.445 di 2ª e 3ª serie e alcune D.445 della 1ª serie modificate nel 1996 sono ad oggi le uniche locomotive diesel delle FS telecomandabili da carrozze semipilota per l'utilizzo su treni reversibili.
Dotate del sistema di condotta a 78 poli, le D.445 possono essere comandate solamente da alcune carrozze semipilota di tipo MDVC, che a loro volta sono le uniche carrozze semipilota italiane per locomotori termici e possono essere impiegate solamente con questo tipo di locomotive. Tali carrozze sono caratterizzate dalla sigla TD (Trazione Diesel) sulle fiancate per distinguerle dalle carrozze analoghe destinate all'uso con locomotive elettriche, indicate con la sigla TE (Trazione Elettrica). Mentre le MDVC semipilota di tipo TE esistono sia con il musetto aerodinamico che senza ed hanno una strumentazione simile alle locomotive E.656, quelle TD sono state prodotte solamente con la testata aerodinamica e sono dotate di un banco di manovra che ricalca proprio quello delle D.445, incluso il caratteristico "volantino" di avviamento e trazione.
Le D.445 vengono quindi impiegate in treni navetta reversibili formati in genere da composizioni omogenee di vetture MDVC, anche se solo la carrozza semipilota deve essere necessariamente una MDVC TD; le carrozze intermedie possono invece essere di qualsiasi tipo purché dotate della condotta a 78 poli, ad esempio le Piano Ribassato, le "Casaralta" a due piani e le UIC-X modificate per il servizio regionale.
I convogli reversibili con le D.445 sono stati utilizzati in maniera massiccia sulla rete ferroviaria della Sardegna, interamente priva di elettrificazione (dove hanno rappresentato per anni i convogli a maggiore capacità disponibili e sono stati poi sostituiti dagli ATR 220, relegando le D.445 al ruolo di locomotive di soccorso), sulla Ferrovia Pontassieve-Borgo San Lorenzo (dove sono ancora in uso) e sulle ferrovie non elettrificate del Veneto.

#### Soccorso AV
A partire dal 2005, sulle unità numero 1060, 1063, 1069, 1074, 1081, 1093, 1094, 1104, 1113 e 1150 è stata installata una particolare apparecchiatura atta a consentire il telecomando di un'altra locomotiva D.445, al fine di realizzare 5 complessi formati da due D.445 permanentemente accoppiate destinati al servizio di soccorso ai treni guasti sulle linee AV/AC della dorsale Torino-Salerno. Tale compito, pochi anni dopo, è passato ad alcune più moderne e prestanti locomotive tipo G2000, consentendo il rientro all'esercizio ordinario di dette locomotive.

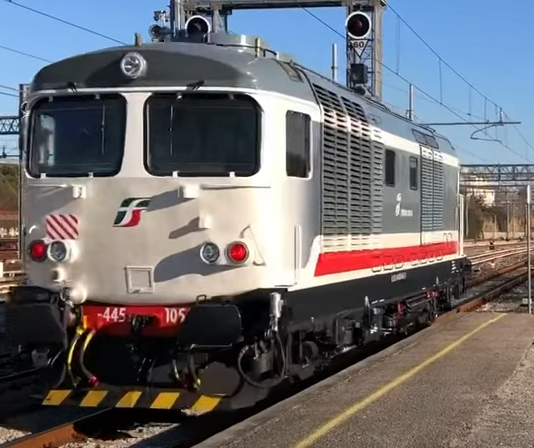
D.445.1056 in livrea IC Giorno appena uscito dalle ex OGR (OMCL) di Rimini nel 2022

#### Lateralizzazione porte per effettuare treni a lunga percorrenza (18 poli)
Nel 2018, al fine di effettuare servizi InterCity con carrozze Eurofima e UIC-Z1 sulla ferrovia Jonica, tra Taranto e Reggio Calabria, in buona parte non elettrificata, le unità D.445 numero 1063, 1056, 1086, 1092, 1104, 1126, 1128 e 1141 sono state revisionate ed attrezzate con un sistema per il comando delle porte compatibile con quello in uso sulle carrozze InterCity, dotate di lateralizzazione su condotta a 18 poli, adeguando così tali locomotive al quadro normativo e tecnologico esistente per il controllo delle porte sui treni InterCity (le D.445 venivano già da anni impiegate per servizi IC sulla dorsale Jonica, ma con carrozze di tipo UIC-X, che non richiedevano tale attrezzatura). Tale sistema era già stato installato in via sperimentale nel 2011 sulle locomotive di prima serie D.445.1006 e 1011, appartenenti al deposito di Reggio Calabria, sperimentazione che poi non aveva avuto seguito, anche in conseguenza della soppressione in quel periodo dei servizi a lunga percorrenza lungo la dorsale Jonica.

## Deposito locomotive di assegnazione
La prima serie è stata assegnata a:
- Deposito locomotive di Reggio Calabria per l'effettuazione dei treni viaggiatori più importanti sulla Ferrovia Jonica
- Deposito locomotive di Bari (poi trasferite al deposito locomotive di Taranto)
- Deposito locomotive di Taranto per l'effettuazione dei treni viaggiatori più importanti sulla Ferrovia Jonica
- Deposito locomotive di Palermo
- Deposito locomotive di Mestre
- Deposito locomotive di Torino
- Deposito locomotive di Siena
- Deposito locomotive di Sulmona
- Deposito locomotive di Treviso

Le serie successive sono state assegnate progressivamente a molti impianti della rete per servizio su linee non elettrificate.
Dal 13 dicembre 2020 il servizio viaggiatori delle D.445 assegnate al deposito di Treviso, fino ad allora impiegate sulle linee Belluno-Feltre-Treviso e Ponte nelle Alpi-Conegliano, è stato sospeso a causa dell'attivazione della nuova elettrificazione su tali linee.

## Rotabili storici

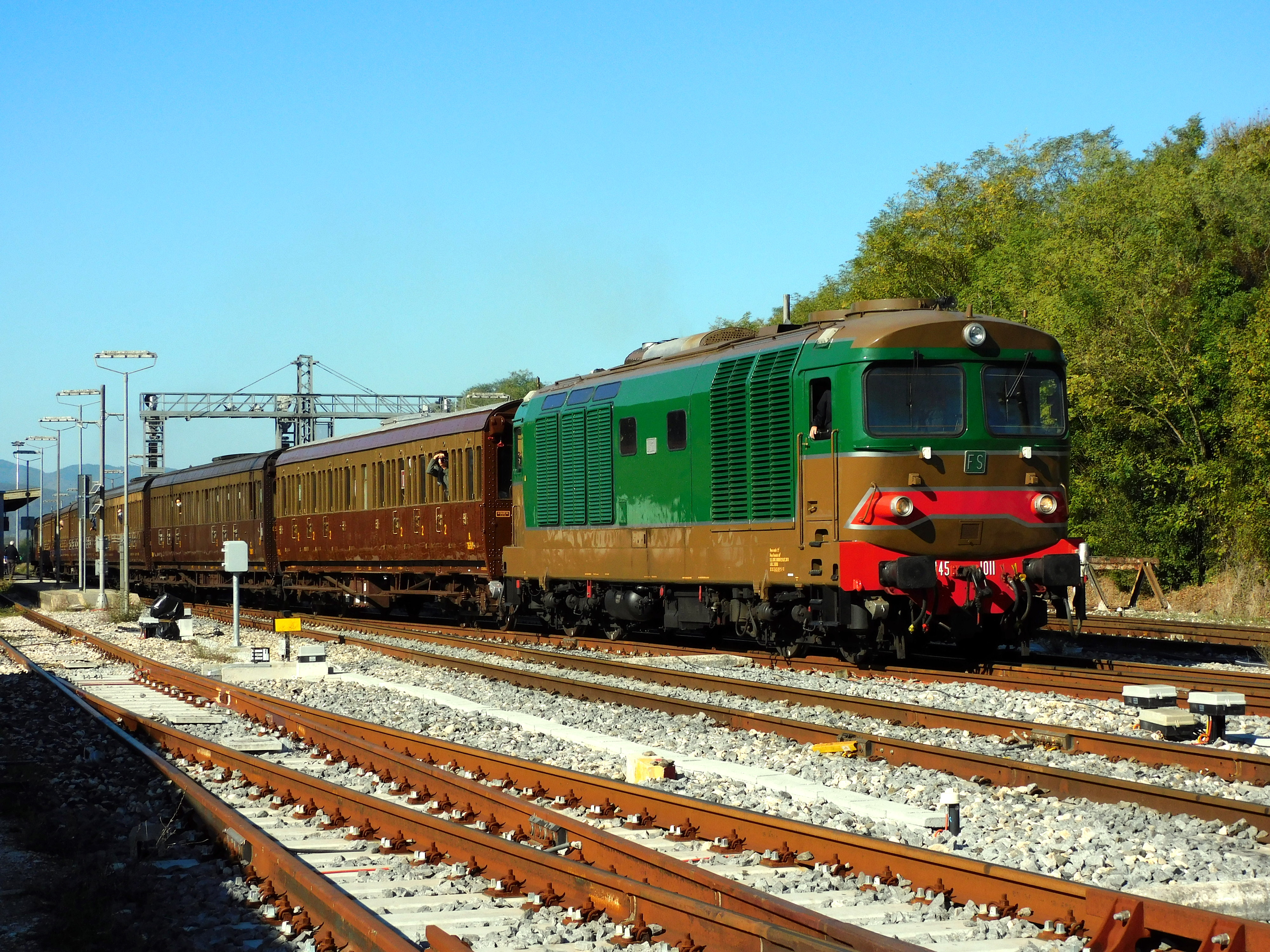
La D.445.1011 utilizzata per i servizi storici di Fondazione FS

Alcune D.445 sono entrate a far parte dell'asset storico di Fondazione FS Italiane per il traino dei treni storici su tutta la rete ferroviaria nazionale; vengono altresì utilizzate da "Treni Turistici Italiani" per i convogli espressi svolti laddove le locomotive elettriche non possono circolare.
In particolare sono presenti:
- D.445 1001, atta al servizio, assegnata a Torino Smistamento
- D.445 1006, atta al servizio, assegnata a La Spezia Migliarina
- D.445 1011, atta al servizio, assegnata a Sulmona
- D.445 1034, atta al servizio, assegnata a Torino Smistamento
- D.445 1050, atta al servizio
- D.445 1063, atta al servizio
- D.445 1076, atta al servizio
- D.445 1104, atta al servizio
- D.445 1126, atta al servizio, assegnata a Sulmona
- D.445 1128, atta al servizio, assegnata a Sulmona
- D.445 1140, atta al servizio
- D.445 1141, atta al servizio
- D.445 1145, atta al servizio, assegnata a Reggio Calabria.

Tutte le macchine rivestono la livrea verde magnolia - isabella sebbene mai ricevuta in passato dalle unità 1050, 1063, 1076, 1104, 1126, 1128, 1140, 1141, 1145.
Accanto ad esse risultano interessate a un salvataggio come rotabili storici, sempre per conto della Fondazione FS Italiane, le unità 1056, 1086, 1092 di 3ª serie, alle quali verrà applicata la livrea navetta, con la quale queste macchine uscirono di fabbrica.

## Unità assegnate a Mercitalia Rail
Dal gennaio 2017 alcune D.445 in servizio sono assegnate a Mercitalia Rail (ex Trenitalia Cargo), per un totale di 19 locomotive. A gennaio 2024 risultavano ancora in circolazione circa una decina di unità, tutte in livrea XMPR, fatta eccezione per la D.445.1018 (attualmente in uso in Piemonte) che riveste la livrea originale, dopo che venne utilizzata per lo storico rievocativo della linea ferroviaria Cuneo-Ventimiglia. Come i D.345, queste locomotive sono impegnate in tradotte o treni merci a breve percorrenza, tra cui i Torino-Cherasco (consegne container), Novara-Agognate, Novara-Romagnano Sesia, oppure i treni di acciaio dallo stabilimento Marcegaglia di Ravenna allo stabilimento Siderurgica Fiorentina a Castellina in Chianti, percorrendo un tratto della linea Empoli-Siena (diesel).